# 부천시청역
부천시청(부천아트센터·삼성탑내과의원)역(Bucheon City Hall(Bucheon Arts Center·Samseong Tap Internal Madicine Clinlc)Station, 富川市廳(富川아트센터·三省塔內踝醫院)驛)은 경기도 부천시 원미구 중동에 있는 서울 지하철 7호선의 전철역이다. 출구는 모두 5개가 있으며, 3번 출구는 이마트 중동점과 현대백화점 중동점에 연결돼 있다. 인근에 부천시청이 있다.

## 역사
- 2012년 10월 27일: 서울 지하철 7호선 온수(성공회대입구)~부평구청 연장 구간 개통과 함께 영업 개시
- 2015년 1월 23일: 1번, 4번 출입구 하행 에스컬레이터 설치 공사 시작
- 2015년 7월 1일: 1번, 4번 출입구 하행 에스컬레이터 설치 완료
- 2015년 10월 15일: 2번, 5번 출입구 상행 에스컬레이터 설치 공사 시작
- 2016년 1월 5일: 2번, 5번 출입구 상행 에스컬레이터 설치 완료
- 2022년 1월 1일: 인천교통공사로 운영권 이관

## 역 구조
- 1면 2선의 섬식 승강장을 갖추고 있는 지하역이며, 스크린도어가 설치돼 있다. 출구는 5개다.
- 이 역은 승강장이 매우 커서 상대식 승강장처럼 방향별로 통행로가 별도로 배치됐다.

### 승강장
| 신중동↑  |
| 하 상 \| |
| ↓상동    |

| 상행 | ● 서울 지하철 7호선 | 온수 · 대림 · 고속터미널 · 강남구청 · 상봉 · 장암 방면    |
| 하행 | ● 서울 지하철 7호선 | 상동 · 삼산체육관 · 굴포천 · 부평구청(세림병원)·석남 방면 |

## 역 주변
| - 신중동 - 부천시청, 부천시의회 - 이마트 중동점 - 일렉트로마트 중동점 - 순천향대학교 부천병원 - 부명고등학교 - 경기국제통상고등학교 - 부천 중앙공원 - KT 중동지점 - 부천우체국 - 현대백화점 중동점 - CGV 부천 - 안중근공원 - 홈플러스 익스프레스부천중동4점 - 경기예술고등학교 - 중4동 행정지원센터 - 부천실내체육관 (여자프로농구 부천 하나은행 홈구장) - 경인지방노동청 - 부천 고용지원센터 - 부광초등학교 - 부천부흥초등학교 - 상동 - 부천터미널 소풍 - 뉴코아아울렛 부천점 - CGV 소풍 |

## 이용객 변동
2012년 자료는 개통일인 2012년 10월 27일부터 12월 31일까지인 66일 기준으로 환산한 것이다.
| 노선  | 노선   | 일평균 인원수 (명/일) | 일평균 인원수 (명/일) | 일평균 인원수 (명/일) | 일평균 인원수 (명/일) | 일평균 인원수 (명/일) | 일평균 인원수 (명/일) | 일평균 인원수 (명/일) | 일평균 인원수 (명/일) | 각주        |
| 노선  | 노선   | 2010년                | 2011년                | 2012년                | 2013년                | 2014년                | 2015년                | 2016년                | 2017년                | 각주        |
| ----- | ------ | --------------------- | --------------------- | --------------------- | --------------------- | --------------------- | --------------------- | --------------------- | --------------------- | ----------- |
| 7호선 | 승차   | 미개통                | 미개통                | 9,871                 | 10,494                | 11,725                | 12,091                | 12,526                | 12,620                | [ 1 ] [ 2 ] |
| 7호선 | 하차   | 미개통                | 미개통                | 9,701                 | 10,496                | 11,853                | 12,330                | 12,639                | 12,698                | [ 1 ] [ 2 ] |
| 7호선 | 승하차 | 미개통                | 미개통                | 19,572                | 20,990                | 23,578                | 24,421                | 25,165                | 25,318                | [ 1 ] [ 2 ] |

## 사진

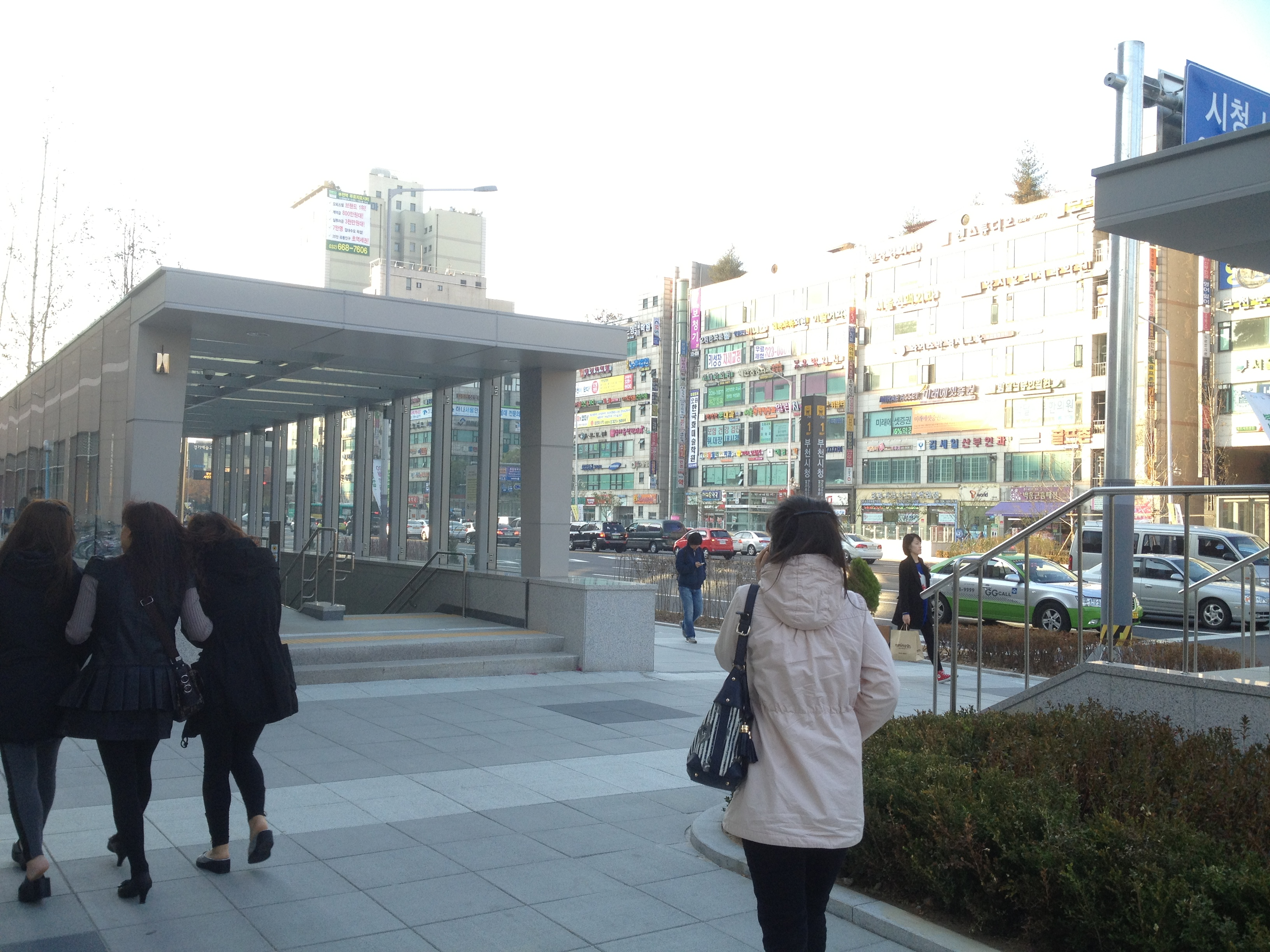
1번 출구(하행 에스컬레이터 설치전)
대합실

## 인접한 역
| 서울 지하철 7호선    | 서울 지하철 7호선   | 서울 지하철 7호선  |
| -------------------- | ------------------- | ------------------ |
| 754 신중동 장암 방면 | ● 서울 지하철 7호선 | 756 상동 석남 방면 |